# 斑点毛鳞蕨
斑点毛鳞蕨（学名：Tricholepidium maculosum）为水龙骨科毛鳞蕨属下的一个种。

## 扩展阅读
- 維基物種上的相關：斑点毛鳞蕨